# Astral Projection
Astral Projection (hebr. ‏אסטרל פרוג'קשן‎) – izraelska grupa grająca psychedelic trance oraz goa trance. W skład wchodzą: Avi Nissim i Lior Perlmutter, (dawniej z Yaniv Haviv). Ich pierwsza grupa nosiła nazwę Paradox. W 1989 Lior Perlmuter i Avi Nissim rozpoczęli działalność pod nazwą SFX, a od 1995 istnieją pod nazwą Astral Projection. W Polsce wystąpili trzykrotnie. Po raz pierwszy 26 kwietnia 2008 w klubie M25. 16 sierpnia tego samego roku byli gośćmi festiwalu Creamfields Polska. 10 lutego 2010 roku otwarto sklep internetowy w którym można kupić praktycznie wszystkie utwory w formacie MP3 bądź WAV.

## Dyskografia
- The Unreleased Tracks (1989–1994) (jako SFX)
- Trust in Trance 1 (1994)
- Trust in Trance 2 (1995)
- Trust in Trance 3 (1996)
- The Astral Files (1996)
- Dancing Galaxy (1997)
- Trust In Trance - The Next Millennium (1998)
- Another World (1999)
- In the Mix (1999)
- Unmixed Vinyl (nieoficjalnie) (2000)
- Amen (2002)
- Ten (2004)
- Back to Galaxy compiled by Astral Projection (2005)
- The Blissdom EP (11th Anniversary Limited Edition) (2010)
- Open Society EP (2010)
- One EP (2012) (TIP Records)
- Goa Classic Remixed (2014) (TIP Records)